# Javier Manzano Salazar
Javier Manzano Salazar (Alcozauca de Guerrero, Guerrero, 5 de junio de 1963) es un político mexicano, actualmente miembro del partido Movimiento Regeneración Nacional (Morena). Ha sido en dos ocasiones presidente municipal de su municipio natal y en dos ocasiones diputado federal.

## Reseña biográfica
Javier Manzano Salazar es profesor de Educación Primaria egresado de la Escuela Normal de Maestros. Miembro del Partido Comunista Mexicano desde su juventud en su pueblo natal de Alcozauca, donde fue elegido uno de los primeros ayuntamientos comunistas en la historia de México y de donde fue originario el destacado líder magisterial Othón Salazar, de quien era sobrino.
Su militancia en el PCM pasó posteriormente a los partidos que fueron sucesores de aquel, como el Partido Socialista Unificado de México, el Partido Mexicano Socialista y a partir de 1989 al Partido de la Revolución Democrática; del que fue secretario de Organización, presidente del comité municipal, y coordinador en la región de La Montaña.
De 1992 a 1993 fue tesorero del ayuntamiento de Alcozauca de Guerrero y en 1993 fue elegido por primera ocasión presidente municipal del mismo ayuntamiento, para el periodo que culminó en 1996 y en 1999 fue elegido por segunda ocasión, culminando su periodo en 2002. Durante su primer periodo enfrentó un intento de destitución por parte del Congreso de Guerrero, pero en el segundo, recibió señalamientos por irregularidades en su administración, incluso de sus propios correligionarios.
En 2003 fue elegido diputado federal en representación al Distrito 5 de Guerrero a la LIX Legislatura de ese año a 2006 y en donde fue presidente de la comisión de Asuntos Indígenas. Renunció al PRD y se integró en Morena, que en 2018 lo postuló nuevamente a diputado federal por el mismo distrito 5, como parte de la coalición Juntos Haremos Historia, siendo electo a la LXIV Legislatura que culminará en 2021 y en la que es secretario de la comisión de Asuntos Indígenas e integrante de las de Asuntos Frontera Sur y Asuntos Migratorios, así como la comisión Bicamaral de Concordia y Pacificación del Congreso de la Unión.